# 锡亚尔托哈佐
锡亚尔托哈佐（匈牙利語：Szijártóháza）是匈牙利佐洛州所辖的一个村，总面积3.78平方公里，总人口28，人口密度7.4人/平方公里（2010年1月1日）。